# Шарин
Ша́рин — село в Україні, в Уманському районі Черкаської області.

## Населення
За даними перепису 2001 року в селі проживало 528 осіб.

### Мовний склад
Рідна мова населення за даними перепису 2001 року:
| Мова       | Чисельність, осіб | Доля     |
| ---------- | ----------------- | -------- |
| Українська | 512               | 96,97 %  |
| Російська  | 10                | 1,89 %   |
| Інше       | 6                 | 1,14 %   |
| Разом      | 528               | 100,00 % |

## Відомі уродженці
- Рижак Володимир Юрійович (1989—2014) — фахівець групи матеріального забезпечення батальйону «Шахтарськ», учасник російсько-української війни.